# کیتارا

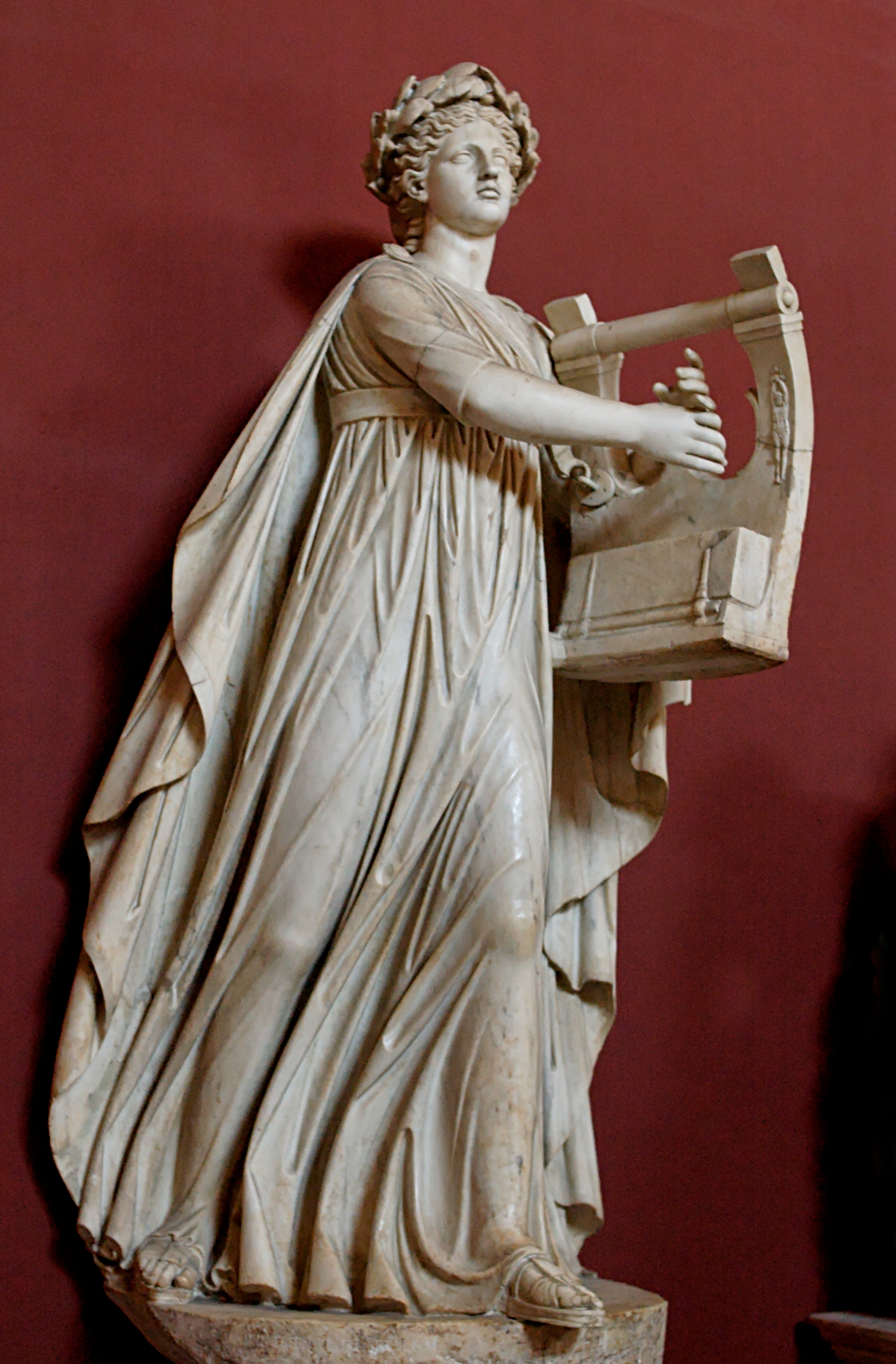
مجسمهٔ آپولو که کیتارا به دست دارد، سده ۲ پیش از میلاد.

کیتارا (به یونانی: κιθάρα) یا سیتارا (به لاتین: cithara) یک ساز قدیمی از خانوادهٔ چنگ بود که در یونان باستان متداول بود. در یونانی مدرن واژهٔ کیتارا معنی‌اش تغییر کرد و به معنای «گیتار» به کار گرفته شد (ریشهٔ نام گیتار نیز از واژهٔ کیتارا است).
کیتارا یک نسخهٔ حرفه‌ای از چنگ دو زهی بود. بر خلاف چنگ‌های ساده که توسط مردم عادی و در موسیقی فولکلور به کار می‌رفتند، کیتارا توسط نوازندگان حرفه‌ای به کار می‌رفت. کیتارا احتمالاً از نواحی آسیاتیک (خاورمیانه امروز) نشئت گرفته بود. نسخه‌ای از کیتارا با صدای بم نیز وجود داشت که با نام باربیتون شناخته می‌شد و در شرق دریای اژه و آسیای صغیر محبوب بود.
در قرون وسطی از لفظ کیتارا برای توصیف عموم سازهای زهی از جمله انواع چنگ و عود استفاده می‌شد. استفاده از این نام در طول قرون وسطی اشاره‌ای بود به ساز اصلی یونانی و توانایی‌های آن برای تحریک احساسات مردم.

## ساختار
کیتارا از یک جعبه صدای عمیق چوبی تشکیل می‌شد که دو طرفش را با تخته‌هایی صاف یا قوس‌دار پوشانده بودند. در بالا سیم‌هایش به‌طور دستهٔ ساز یا حلقه‌های متصل به آن گره زده می‌شدند. انتهای دیگر سیم‌ها پس از عبور از روی یک پل مسطح، به یک قطعهٔ انتهای محکم می‌شد و گاهی قطعهٔ انتهایی و پل مسطح یک تکه بودند. بیشتر نقاشی‌های روی گلدان از کیتارا آن را با هفت سیم به تصویر می‌کشد اما برخ کیتارانوازان حرفه‌ای سازهایی با بیش از هفت سیم نیز می‌نواختند.

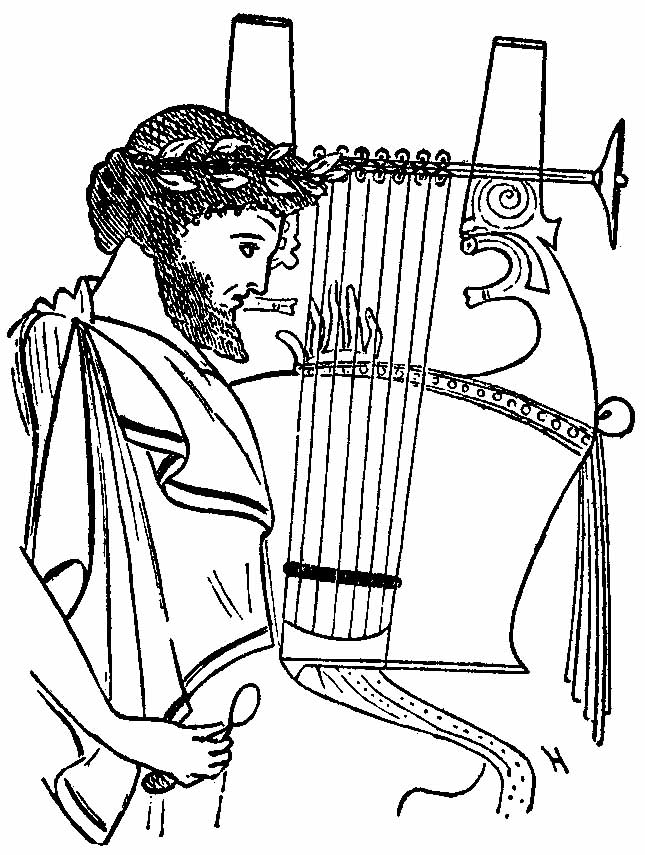
نقاشی روی یک گلدان یونانی گلدان که مردی را در حال نواختن یک کیتارا با هشت سیم به تصویر می‌کشد.

این ساز با استفاده از یک زخمهٔ محکم و با دست راست نواخته می‌شد در حالی که از انگشتان دست چپ برای خفه کردن صدای سیم‌ها استفاده می‌شد.

## کاربرد

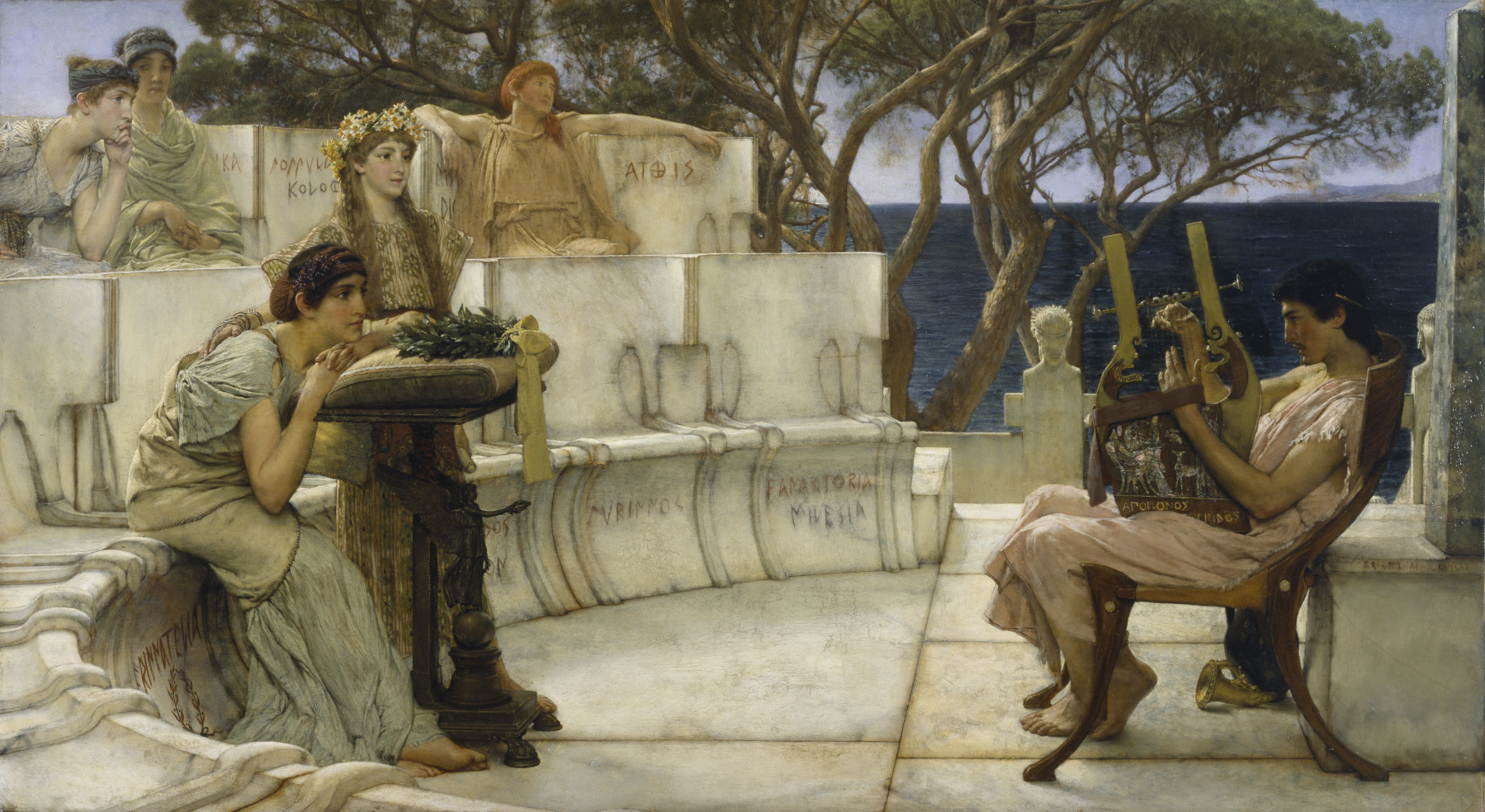
آلکایوس در حال نواختن کیتارا، نقاشی از لاورنس آلما-تادما (۱۸۸۱)

کاربرد اصلی کیتارا در همراهی رقصندگان و در قرائت حماسه‌ها، راپسودی‌ها، و ترانه‌های مختلف بود. از کیتارا همچنین در جشن‌ها، بازی‌های ملی، و مسابقات استفاده می‌شد. ارسطو می‌گفت که این سازهای زهی کاربرد آموزشی نداشتند و فقط برای سرگرمی بودند.
کیتارا عموماً ساز تخصصی نوازندگان قهار بود و نواختنش سطح بالایی از مهارت را می‌طلبید.
سافو شاعر یونان باستان، با سازهای زهی نظیر کیتارا و باربیتوس آشنایی داشت. او زنی از جایگاه اجتماعی بالا بود و ترانه‌هایی با تمرکز بر احساسات می‌سرود. یک داستان اساطیری یونانی می‌گوید که او یک بار از شیب عمیق دامنه‌های کوه پارناسوس صعود کرد و توسط موزها مورد استقبال قرار گرفت. در حین گشت و گذار در این کوه، او از غار آپولو سر در آورد، و آنجا در چشمه کاستالین شنا کرد و بعد زخمهٔ آپولو را برداشت و با آن ماهرانه موسیقی نواخت و نیمف‌های مقدس با موسیقی او رقصیدند.

## یادداشت
1. ↑  "guitar". Online Etymology Dictionary. Retrieved 2016-10-25.
2. ↑  Maas & Snyder (1989), p. 185.
3. ↑  M. L. West. (1992).
4. ↑  Segerman, Ephraim (April 1999). "A Short History of the Cittern". The Galpin Society Journal. 52: 78–79. Cythara...was often used as a generic term for 'plucked string instrument' by writers discussing a variety of instruments in medieval and Renaissance times...[a musician using the word about his personal instument would be] making a claim that his instrument was the one that had the magic to magically manipulate the listener's emotional states as the original kithara (with a similar large plectrum) had a reputation of doing to the ancient Greeks.
5. ↑  "Dante's Journey to Polyphony By Francesco Ciabattoni". There is evidence of citharae shaped like a lute, that is with a neck and an elongated body, even before the 12th century: the Golden Psalter of St Gall depicts King David wielding an instrument...this instrument resembles a lute more than a cythara [lyre]...Further evidence appears in the Stuttgart Psalter...several images of an instrument...in the text, next to all these miniatures, the instrument is called a cythara...
6. ↑  Aristotle calls it an organon technikon Politics (1341a)
7. ↑  W. D. Anderson. (1994).